# Murder à la Mod
Murder à la Mod és una pel·lícula estatunidenca dirigida per Brian De Palma i estrenada el 1968 en un sol cinema de Nova York. La pel·lícula ha passat doncs inadvertida. Ha pogut tanmateix ser descobert en la sortida d'una edició DVD remasteritzada el 2006 als Estats Units i en alta definició amb Blu-ray l'abril de 2011.
Aquesta pel·lícula és la primera on De Palma oficia alhora en tant que director i guionista.

## Argument
Una jove actriu és trobada morta. Ha estat apunyalada nombroses vegades als ulls amb... un picador de gel ! El seu homicidi és mostrat tres vegades, amb tres estils i des de tres punts de vista diferents: com en un Soap opera des del punt de vista de la víctima, després en un estil hitchcockià i finalment com en una pel·lícula de paròdia, vist per l'assassí que és sord i mut.

## Repartiment
- Margo Norton: Karen
- Andra Akers: Tracy
- Jared Martin: Christopher
- William Finley: Otto
- Ken Burrows: Wiley
- Lorenzo Catlett: el policia
- Jennifer Salt: la primera actriu

## Al voltant de la pel·lícula
A la pel·lícula Blow Out de De Palma (1981), el personatge de Dennis Franz veu el film per la TV.